# 塭仔圳重劃區

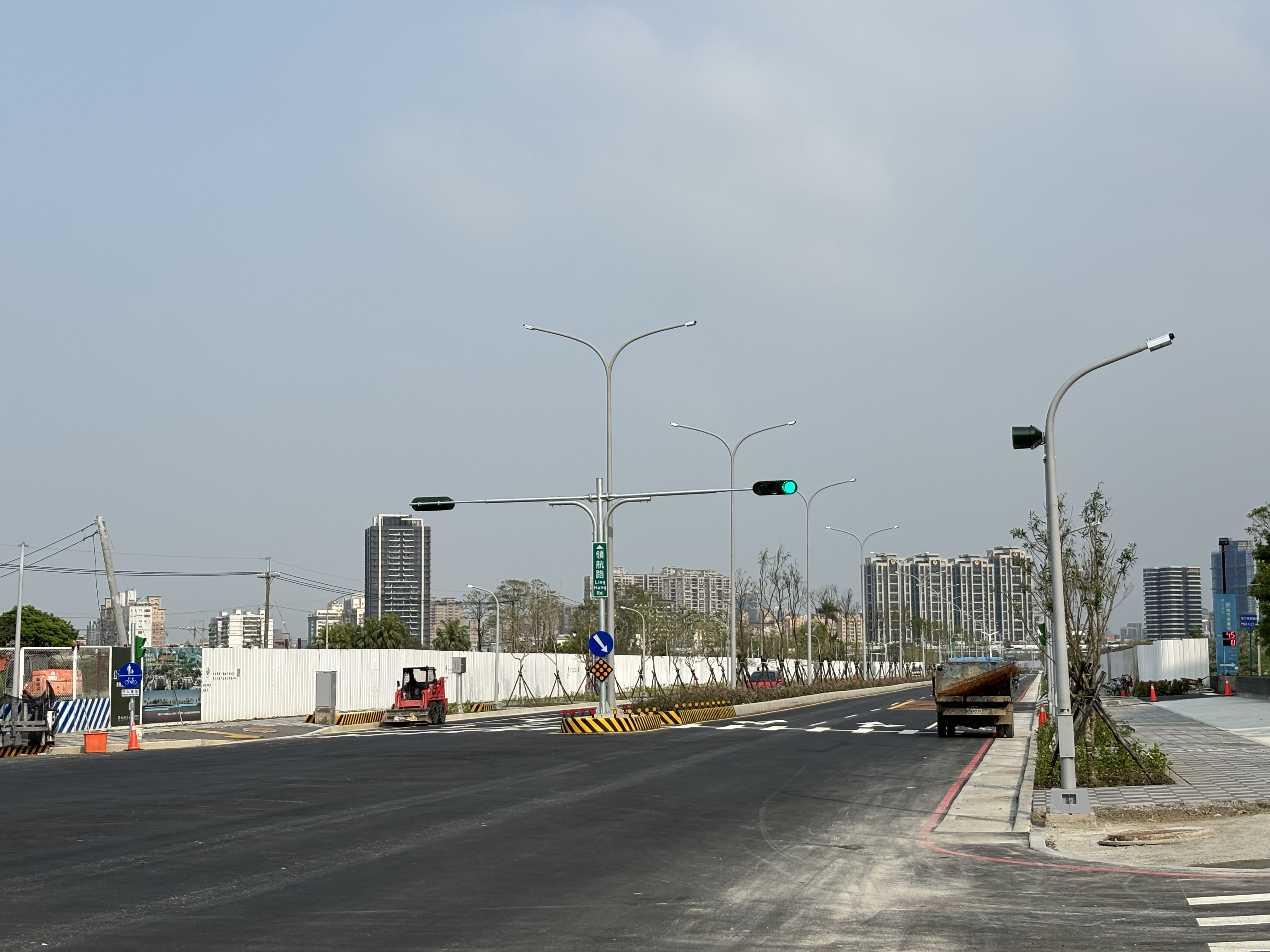
領航路，塭仔圳重劃區首條新建道路

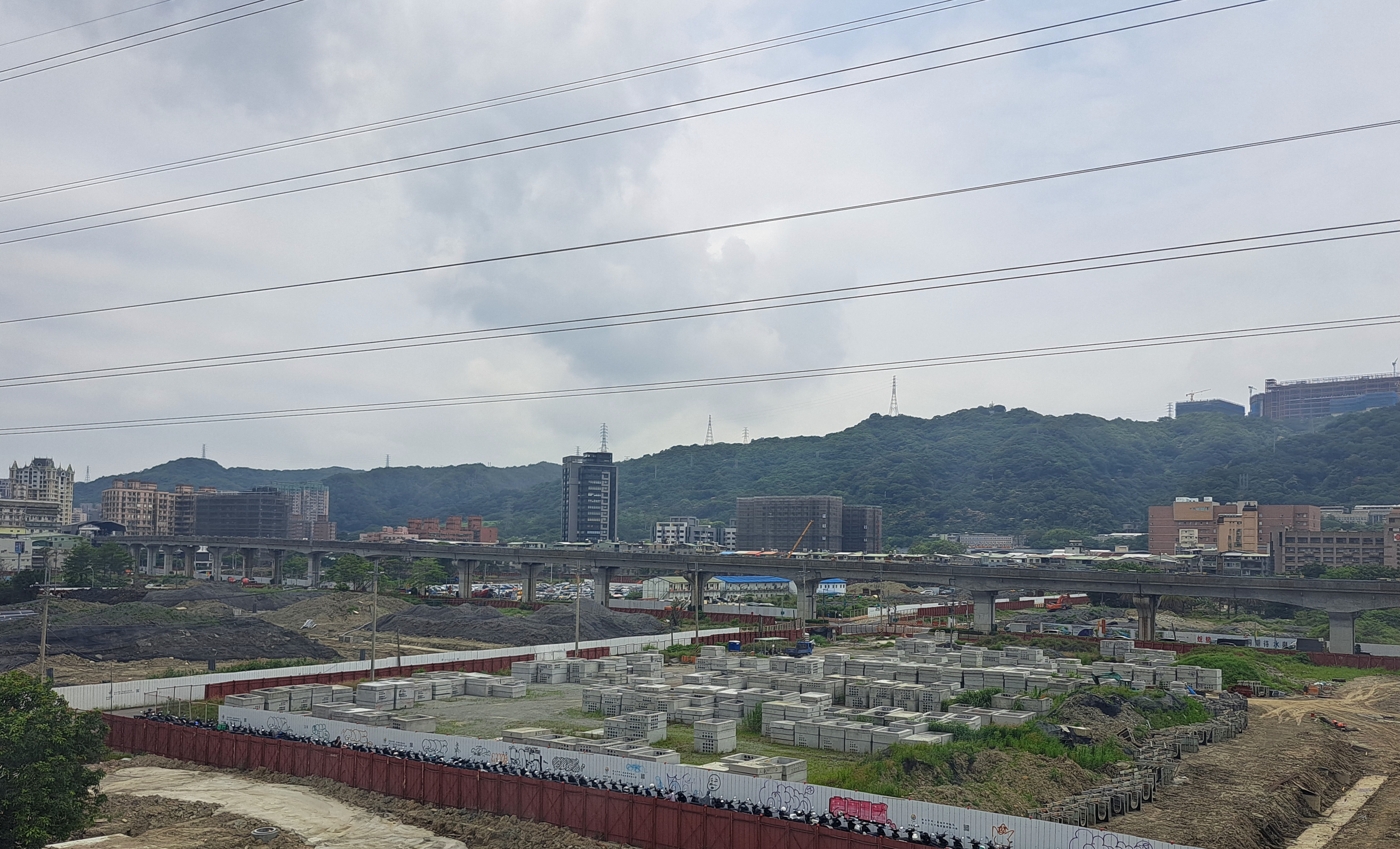
塭仔圳重劃區第一區，可見機捷泰山貴和站

塭仔圳重劃區，全稱新北市新、泰塭仔圳市地重劃，是位於台灣新北市新莊區及泰山區的都市重劃區，緊鄰台65線與輔仁大學，總面績約400公頃，相當於4個新莊副都心的面積總和。

## 背景
此區域位於新北市的新莊、泰山兩區交界的塭仔圳一帶，原為配合淡水河防洪而管制的洪水平原一級管制區，當地相關的開發計畫曾延宕多年。該地解除管制後，加以區域防洪計畫完成後所提供土地，一併變更為都市發展用地，將其分區重劃後，報請內政部同意實施「新泰塭仔圳市地重劃案」，辦理整體開發。

## 規劃

首座公園位處重劃區西側，臨泰山區文程路

### 開發分區
- 公辦市地重劃方式開發，以中正路為界，分為一、二區
- 總面積：約400公頃

### 區內規劃
- 公共道路：121.35公頃
- 建築用地：240.45公頃
- 人行道：0.28公頃
- 停車場：1.92公頃
- 遊樂場：5.81公頃
- 廣場：1.52公頃
- 公園：24.97公頃
- 學校：31.7公頃

## 交通

### 主要道路
快速公路
- 台65線
  - 2 新莊一交流道
  - 4 新莊二交流道

縱向
- 中環路／新五路（1）
- 新北大道（2）
- 新泰路／泰林路（4-1；拓寬中）
- 莊泰路（4-2、15M-13；新闢，部分通車）
- 4-3號道路（新闢）- 銜接中港南路
- 環漢路（6-6；拓寬中）

橫向
- 中正路（3）
- 莊田路（4-3；新闢，部分通車）
- 領航路（4-4；新闢，全線通車）
- 幸福路（ 5；拓寬與延伸中）
- 新盛一路（6-7；新闢）- 銜接中環路與民安路
- 中原路（7-1；拓寬中）

新樹路、瓊林路、三泰路的部分路廊，將因重劃而廢止。

### 大眾運輸
- 臺北捷運
  -  新莊線：輔大站
- 桃園捷運
  -  機場線：泰山站 - A5a（規劃中） - 泰山貴和站
- 新北捷運
  -  五股泰山輕軌（規劃中）：F13 - F14（轉乘A5a）
  -  泰山板橋輕軌（規劃中）：F15 - F16（轉乘輔大站） - F17 - F18

## 外部連結
- 塭仔圳重劃區特設網站 （页面存档备份，存于）（新北市政府建置）